# Sprawa dla Wycliffe’a
Sprawa dla Wycliffe’a (ang. Wycliffe, 1994–1998) – brytyjski serial obyczajowo-sensacyjny.
Światowa premiera serialu miała miejsce 24 lipca 1994 roku na kanale ITV. Ostatni odcinek został wyemitowany 5 lipca 1998 roku. W Polsce serial nadawany był dawniej na kanale RTL 7.

## Obsada
- Jack Shepherd jako Charles Wycliffe
- Jimmy Yuill jako Doug Kersey
- Helen Masters jako Lucy Lane
- Tim Wylton jako Franks
- Aaron Harris jako Andy Dixon
- Adam Barker jako Potter
- Michael Attwell jako Stevens
- Lynn Farleigh jako Helen Wycliffe
- Greg Chisholm jako David Wycliffe
- Charlie Hayes jako Ruth Wycliffe